# Escola d'Arts Visuals

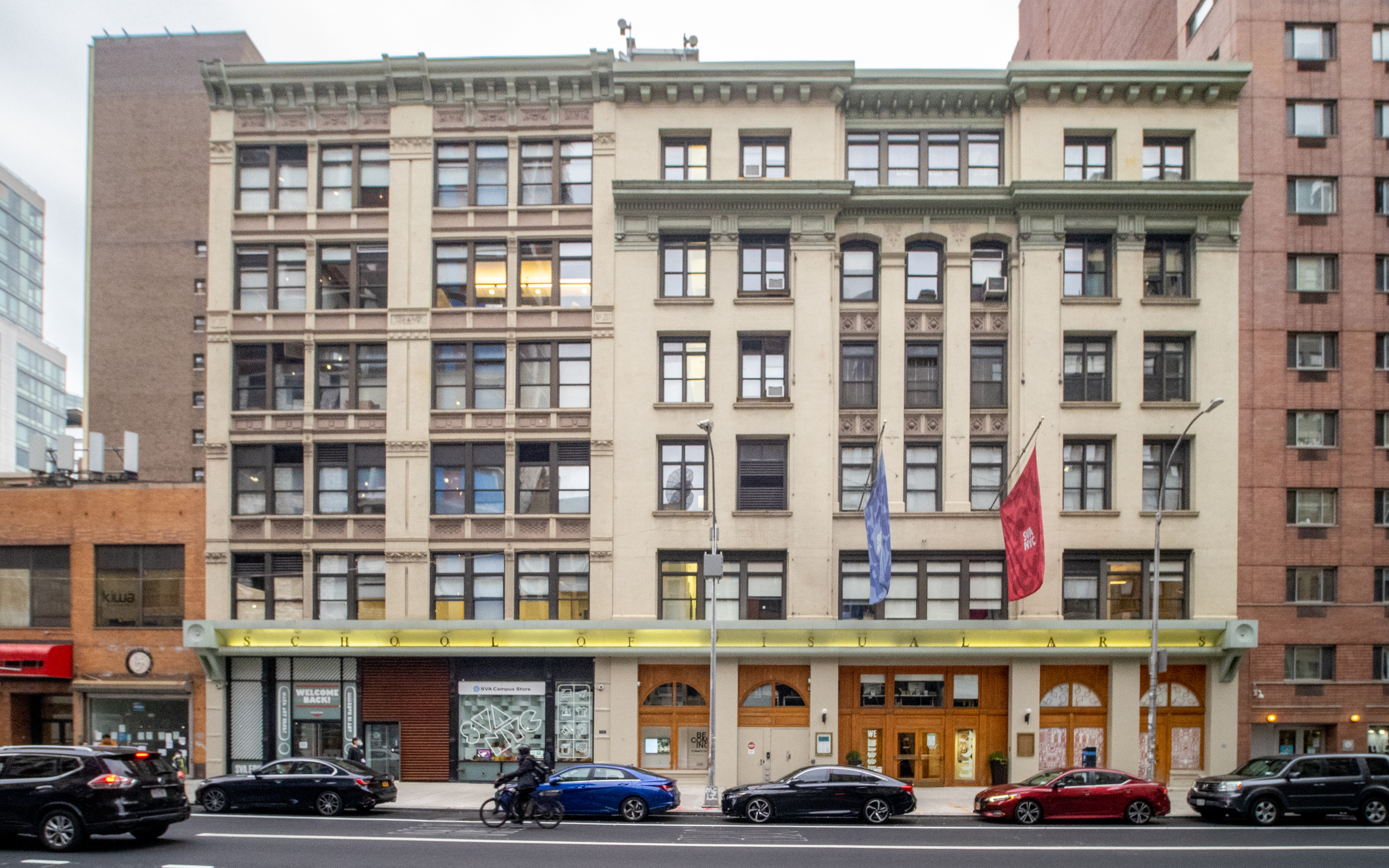
Edifici de 209 East 23rd Street.

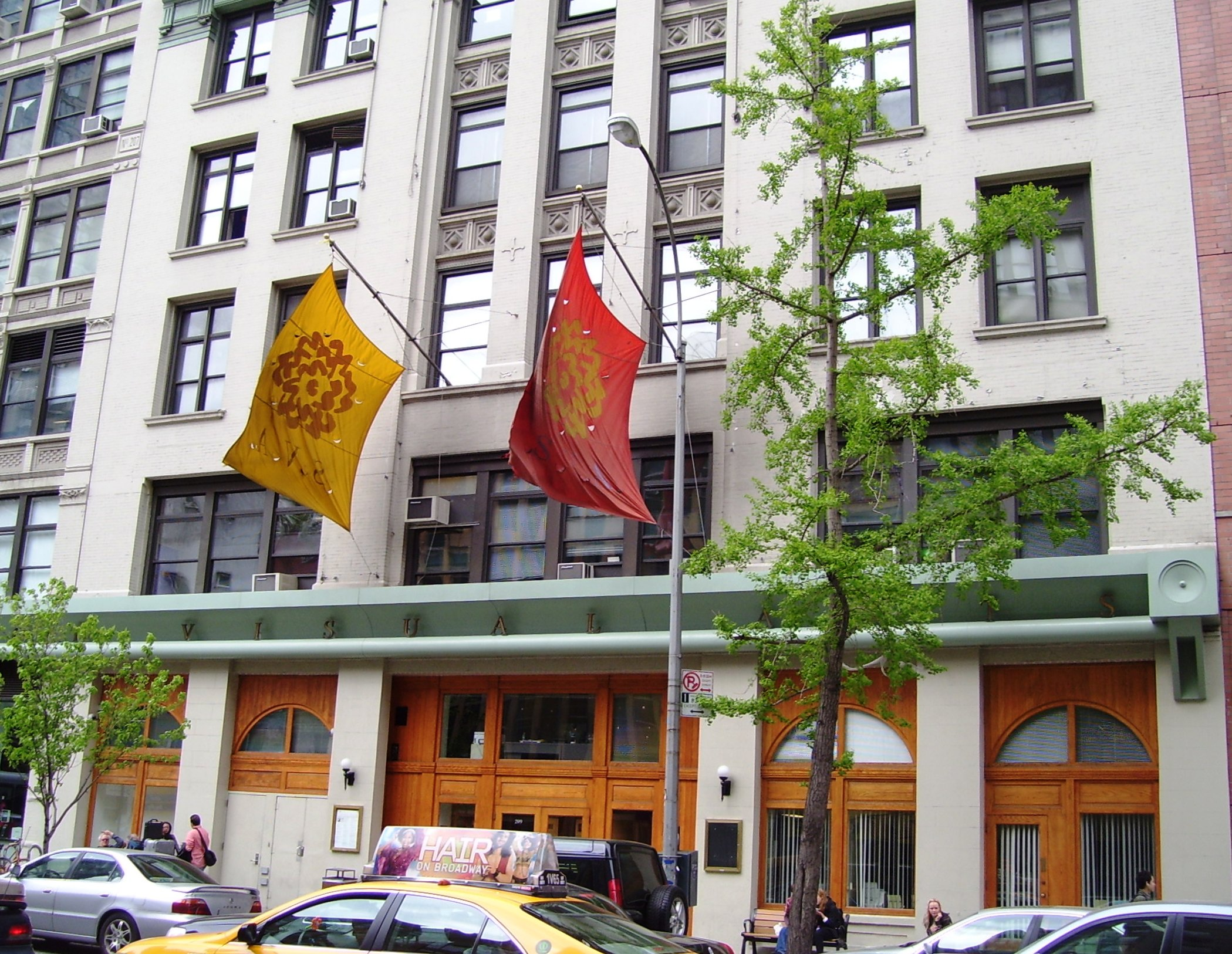
Primer pla de 209 East 23rd Street.

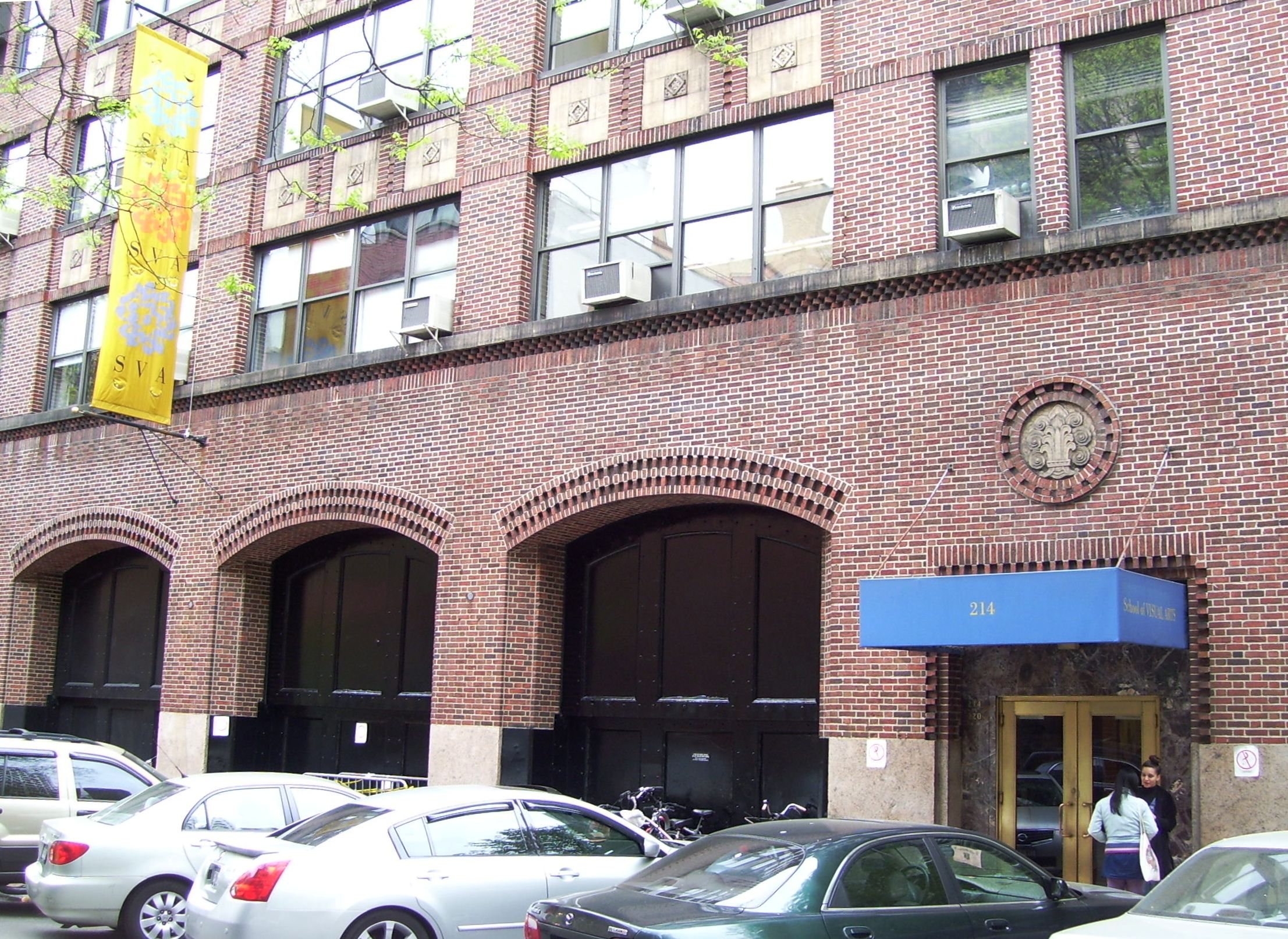
Edifici de 214 East 21st Street.

L'Escola d'Arts Visuals (School of Visual Arts New York City (SVA NYC)) és una universitat d'art i disseny a Manhattan, Nova York. Va ser fundada l'any 1947 i és membre de l'Associació de Col·legis Independents d'Art i Disseny.

## Història
Aquesta escola va ser iniciada per Silas H. Rhodes i Burne Hogarth el 1947 com a Cartoonists and Illustrators School (escola de dibuixants i il·lustradors); tenia tres professors i 35 estudiants, la majoria dels quals eren veterans de la Segona Guerra Mundial que tenien una gran part de la seva matrícula subscrita pel G.I. Bill del govern dels EUA. Va ser rebatejada com a School of Visual Arts (Escola d'Arts Visuals) el 1956 i va oferir els seus primers graus el 1972. El 1983, va presentar un Màster en Belles Arts en pintura, dibuix i escultura.
L'escola té un cos de professorat de més de 1.000 i un cos d'estudiants de més de 3.500. Ofereix 11 programes de grau i 22 de postgrau, i està acreditat per la Comissió d'Educació Superior de l'Associació de Col·legis i Escoles dels Estats Mitjans i l'Associació Nacional d'Escoles d'Art i Disseny.
El BFA de disseny d'interiors està acreditat pel Council for Interior Design Accreditation, l'artteràpia MPS està aprovat per l'American Art Therapy Association, i el MA d'educació artística està acreditat pel Council for the Accreditation of Educator Preparation.
El logotip actual de l'escola va ser creat el 1997 per George Tscherny per al seu 50è aniversari, i redissenyat el 2013.
El 2019, l'escola va començar el procés de conversió a una organització sense ànim de lucre, amb l'organització d'antics alumnes de la SVA (que ja és una entitat exempta d'impostos de l'IRS) que planejava comprar l'escola als seus propietaris, que es jubilen.
Els ponents d'inici han inclòs Susan Sontag, Carrie Mae Weems, Gloria Steinem i John Waters.

## Departaments de grau
- BFA de publicitat
- BFA d'animació
- BFA de cartooning
- BFA d'art computacional, animació per ordinador i efectes visuals
- BFA de disseny
- BFA de cinema
- BFA de belles arts
- BFA d'il·lustració
- BFA de disseny d'interiors
- BFA de fotografia i vídeo
- BFA d'estudis visuals i crítics

L'escola té tres departaments de pregrau que no concedeixen titulacions: història de l'art, programa d'honors i humanitats i ciències.

## Departaments de postgrau
- MA/MAT d'educació artística
- MFA de pràctica d'Art
- MPS d'artteràpia
- MPS de marca comercial
- MFA d'art computacional
- MA de pràctica Curatoria
- MFA de disseny
- MFA de disseny per a la Innovació Social
- Màster de recerca de disseny, redacció i crítica
- MPS de fotografia digital
- MPS de direcció de cinema
- MPS de fotografia de moda
- MFA de belles arts
- MFA d'il·lustració com a assaig visual
- MFS de disseny d'interacció
- MFA de fotografia, vídeo i mitjans relacionats
- MFA de productes de disseny
- MFA de Documental social
- MFA de narrativa audiovisual[23]

El programa MFA de redacció d'art (conegut com a Art Criticism & Writing entre 2006 i 2015) es va suspendre el 2021.

## Formació continuada
La divisió d'educació contínua ofereix cursos sense crèdit de la majoria de departaments; ¿Hablas Diseño?, una selecció de cursos de publicitat, marca comercial, dibuixos animats, copywriting, il·lustració i màrqueting impartits en castellà; cursos de desenvolupament professional i formació corporativa; i programes de residència d'estiu.
L'escola ofereix programes d' estudis a l'estranger a curt termini en diversos camps creatius.

## Classificacions
PayScale va incloure la universitat a la seva llista "Les 10 millors escoles d'art i disseny per potencial salarial" per al període 2013-2014. Ocupa el lloc 18 entre les escoles de postgrau d'art a U.S. News & World Report, amb el seu programa MFA Photography, Video and Related Media va classificar-se com el cinquè millor programa de fotografia MFA del país.

## Ubicació i campus
L'escola té diversos edificis al barri de Gramercy Park, al costat est de Manhattan, i al barri de Chelsea, al costat oest. Hi ha una residència al carrer Ludlow, al Lower East Side. De 1994 a 1997, va tenir una sucursal a Savannah, Geòrgia; aquest es va tancar després d'una demanda de l'Escola Savannah d'Art i Disseny.

### Biblioteca
La biblioteca conté llibres, publicacions periòdiques, enregistraments d'àudio, pel·lícules i altres suports; el Milton Glaser Design Study Center and Archives, que comprèn les col·leccions de Chermayeff & Geismar, Seymour Chwast, Heinz Edelmann, Milton Glaser, Steven Heller, Ed McCabe, James McMullan, Tony Palladino, George Tscherny i Henry Wolf; i els Arxius SVA, un dipòsit de materials relatius a la història de la universitat.

### Edificis del carrer 21 oest
L'edifici del 133 al 141 West 21st Street, entre Sixth Avenue i Seventh Avenue a Chelsea, té estudis per a classes de dibuix i pintura.
Els edificis del 132 i 136 West 21st Street tenen oficines, aules i estudis de crítica d'art, educació artística, artteràpia, dibuixos animats, art informàtica, disseny, il·lustració i escriptura. L'edifici del 132 West 21st Street allotja el Visible Futures Lab, un taller amb tecnologia de fabricació tradicional i emergent, que acull regularment artistes en residència.

### Teatre
El teatre es troba al 333 West 23rd Street, entre la vuitena i la novena avinguda, a Chelsea. Abans era el Clearview Chelsea West Cinema. Va ser comprat el 2008, renovat i reobert el gener de 2009. Milton Glaser va dissenyar l'interior i l'exterior del teatre, inclosa l'escultura situada al damunt de la seva carpa. Els 1.900 m² (20.000 peus quadrats) alberguen dos auditoris separats, un amb 265 seients i un altre amb 480, i acull reunions de classe, conferències, projeccions i altres esdeveniments públics. També ha acollit l'estrena a la catifa vermella de Nova York de The Daybreakers d'Ethan Hawke i una llista diversa d'estrenes mundials, que van des del documental Redlight de Lucy Liu del 2010 fins a la comèdia d'animació de Fox del 2011 Allen Gregory; i la pel·lícula de 2012 Els jocs de la fam. El 2013, Beyoncé va celebrar una festa d'estrena i la projecció del seu àlbum visual homònim que va establir rècords al teatre. Els socis comunitaris que han utilitzat el teatre inclouen els festivals de cinema de Tribeca i GenArt, la iniciativa ambiental PlaNYC de l'alcalde Michael Bloomberg i l'oficina de cinema, teatre i emissió de l'alcalde. El teatre també acull el Dusty Film & Animation Festival, que se celebra anualment des de 1990, que mostra el treball de cineastes i animadors emergents dels programes BFA de cinema i vídeo i BFA d'animació de la universitat.

### Residències

La Residència Ludlow

Hi ha diverses residències disponibles per als estudiants a SVA.
- 23rd Street Residence (anteriorment New Residence), al 215 East 23rd Street, és un dormitori tipus apartament reservat per a estudiants nous.[46]
- 24th Street Residence, és una residència de 14 pisos de 14.000 m² (146.000 peus quadrats) que es va inaugurar l'agost de 2016. El lloc va ser comprat per Magnum Real Estate Group i 40 North l'abril de 2015 per 32,25 milions de dòlars al Centre Internacional per a Discapacitats sense ànim de lucre. Allotja 505 residents en 242 suites, inclòs espai d'oficines, i serveix com a residència insígnia de l'escola.[46]

#### Antigues residències
- Residència George Washington, al número 23 de Lexington Avenue.[46]

## Alumnes

### Animació
- John R. Dilworth - creador de Courage the Cowardly Dog
- Derek Drymon (1992) – artista de storyboard i escriptor de Rocko's Modern Life i director creatiu de SpongeBob SquarePants[47]
- Tom Herpich (2002) – escriptor, artista de storyboard, i dissenyador de personatges d'Adventure Time[48]
- Bill Plympton - nominat dues vegades als Oscars
- Daisuke Tsutsumi - artista conceptual i director d'art a Pixar
- Rebecca Sugar - creadora de Steven Universe escriptora i artista del guió gràfic d'Adventure Time[48]

### Cartoons

#### Dècada de 1940
- Ross Andru – dibuixant de còmics i editor de DC i Marvel
- Mike Esposito – entintador de còmics a DC, Marvel, Archie Comics
- Ric Estrada — artista de còmics cubà-estatunidenc que va treballar per diverses companyes incluent DC[49]
- Bill Gallo — dibuixant esportiu i columnista[50]
- Wally Wood – creatiu a Mad, Weird Science, Shock SuspenStories, Daredevil, T.H.U.N.D.E.R. Agents, Witzend, Power Girl[51]

#### Dècada de 1950
- Gene Bilbrew — artista de cartoons i pioner del "bizarre art"[52]
- Steve Ditko – cocreador de Spider-Man, creador de Doctor Strange, The Question i altres
- Tom Feelings – dibuixant de còmic i artista de còmics per a nens afroamericà
- Stan Goldberg — artista durant per Archie Comics
- Archie Goodwin – escriptor i editor per Marvel i DC
- Larry Ivie — artista de còmics, escriptor i col·leccionista que va estar actiu en el fandom del còmic a mitjan segle xx, descrit per l'historiador del còmic Bill Schelly com "el més semblant a una autoritat en còmics que hi havia als anys cinquanta."[53]
- Dick Hodgins Jr. — dibuixant el treball del qual incloïa il·lustració, tires còmiques i caricatures polítiques
- Nick Meglin — escriptor, humorista, i artista conegut per les seves contribucions a Mad[54]
- Tom Moore – Archie dibuixant, escriptor, retolador
- Joe Sinnott – dibuixant conegut per la seva carrera de llarga durada com entintador a Marvel Comics
- Eric Stanton — dibuixant underground i pioner de l'art fetitxe[55]
- Tony Tallarico — artista de còmic, il·lustrador i autor de llibres infantils[56]

#### Dècada de 1960
- Sal Amendola — DC Comics, Archie Comics. Dibuixant, entintador, escriptor, productor, editor, coordinador de talent; conegut principalment per escriure i dibuixar Batman
- Liz Berube — artista de Còmics romàntics per DC a la dècada de 1970
- Herb Trimpe — artista de còmics més conegut com l'artista fonamental dels anys 70 a The Incredible Hulk i com el primer artista a dibuixar el personatge de Wolverine per a la seva publicació[57]
- John Verpoorten — artista de còmics i treballador editorial més conegut com a director de producció de Marvel Comics[58]

#### Dècada de 1970
- Peter Bagge – dibuixant alternatiu
- Ray Billingsley[59] — dibuixant, creador del còmic sindicat Curtis
- Joey Cavalieri) — escriptor de còmics i editor[60]
- Bo Hampton — dibuixant de còmics i dibuixos animats
- John Holmstrom – fundador de la revista PUNK; cofundador de Comical Funnies amb Peter Bagge; creador de Bosko, "America's Least Favorite Cartoon Character"[61]
- Kaz – dibuixant underground conegut per la seva tira Underworld
- Ken Landgraf — dibuixant de còmics, entintador i autoeditor
- Patrick McDonnell — dibuixant, autor i dramaturg, conegut com el creador de la tira còmica diària Mutts[62]
- Tim Sale — artista de còmic guanyador del Premi Eisner conegut principalment per les seves col·laboracions amb l'escriptor Jeph Loeb
- Alex Saviuk — dibuixant de còmics conegut principalment pel seu treball a les sèries d'Spider-Man[63]
- Mark Texeira — artista de còmic i pintor
- Bob Wiacek — entintador de còmic[64]

#### Dècada de 1980
- Kyle Baker – novel·lista gràfic i animador
- Mark Bodé — dibuixant, fill del credor de còmic underground Vaughn Bodē
- Jon Bogdanove — dibuixant/artista de còmic conegut pel seu treball a Power Pack i Superman: The Man of Steel[65]
- Jerry Craft — dibuixant i il·lustrador de llibres infantils conegut per la seva tira còmica de diaris sindicats Mama's Boyz[66] i la seva novel·la gràfica New Kid
- Matt Davies – dibuixant política guanyador del premi Pulitzer
- Bob Fingerman – dibuixant alternatiu/underground i creador de Minimum Wage i White Like She
- Drew Friedman – il·lustrador/dibuixant alternatiu conegut per les seves caricatures de famosos
- Rob Gilbert – il·lustrador infantil, animador, dibuixant, conegut per The Adventures of Ranger Rick
- Mike Harris — artista de còmic actiu a les dècades de 1980 i 1990
- Jamal Igle – artista de DC Comics a Firestorm, Nightwing, Supergirl i Zatanna[67]
- Marisa Acocella Marchetto — memorialista gràfica coneguda per Cancer Vixen
- Mark Newgarden – dibuixant underground i creador de Garbage Pail Kids[68]
- Joe Quesada – il·lustrador de còmics, director editorial i posteriorment director creatiu de Marvel Comics; especialitzat en il·lustració[69]
- Dwayne Turner – dibuixant de còmics i storyboard, il·lustrador de conceptes de videojocs

#### Dècada de 1990s
- Chris Batista – artista de còmic a Legion of Superheroes i 52
- Tony Consiglio — dibuixant alternatiu
- Farel Dalrymple - dibuixant alternatiu
- Nelson DeCastro — artista de còmic i il·lustrador
- Dennis Detwiller – artista de còmics, il·lustrador de jocs de cartes col·leccionables (Magic: The Gathering) i dissenyador de videojocs (Scarface: The World is Yours)
- Jordan B. Gorfinkel — director de la sèrie Batman
- Sam Henderson — dibuixant alternatiu conegut pel seu treball humorístic
- Phil Jimenez – escriptor i dibuixant de DC per Wonder Woman; artista d'Infinite Crisis
- John Paul Leon – il·lustrador de còmic conegut pel seu treball a Earth X i Static
- Shawn Martinbrough — il·lustrador de còmic conegut pel seu treball amb Robert Kirkman a Thief of Thieves[70]
- Alitha Martinez[71] — artista de còmic a Iron Man, Black Panther: World of Wakanda
- Alex Robinson — dibuixant conegut per la seva novel·la gràfica Box Office Poison
- James Sturm — dibuixant alternatiu i cofundador del Center for Cartoon Studies[72]
- Gerard Way – cantant principal de My Chemical Romance (2001–2013; 2019–present); artista de The Breakfast Monkey; autor de The Umbrella Academy[73]

#### Dècada de 2000
- Josh Adams — dibuixant de còmic i comercial, fill de l'artista de còmics Neal Adams[74]
- Ulises Fariñas — artista de còmic que va treballar a Godzilla, Judge Dredd, and Transformers (dropped out of SVA)[75]
- Jess Fink — dibuixant alternatiu conegut pels seus còmics eròtics[76]
- Tomer Hanuka — Dibuixant i il·lustrador israeloamericà
- James Jean[77] — portadista de la sèrie de còmics Fables i The Umbrella Academy, per la qual ha guanyat sis Premis Eisner per "Millor artista de portada"[78]
- Nate Powell — dibuixant premiat; il·lustrador de la trilogia de novel·les gràfiques de no ficció March
- Khary Randolph — artista de còmics per a Marvel Comics, Epic Comics, DC Comics, Aspen Comics, Image Comics i Boom! Studios[79]
- Koren Shadmi — israeli-American il·lustrator i dibuixant
- Dash Shaw (2005) — dibuixant i animador alternatiu[80]
- Raina Telgemeier (2002) — autor de novel·les gràfiques best sellers de ficció de joves i adolescents[81][82]
- Sara Varon (2002)[83] — dibuixant i il·lustradora coneguda pel seu treball per a nens

#### Dècada de 2010
- Molly Ostertag (2014) — dibuixant i escriptora coneguda pel seu webcòmic Strong Female Protagonist i la seva sèrie de novel·les gràfiques de grau mitjà The Witch Boy, The Hidden Witch, i The Midwinter Witch[84]

### Art Computacional
- Louisa Bertman – curts animats
- Laurence Gartel – pioner de l'art digital[85]
- Nikita Mikros – dissenyador de jocs independent